# 下土方
下土方（しもひじかた）は、静岡県掛川市にある大字。

## 地理
静岡県掛川市の南部に位置する。合併前の旧大東町においては北西部に位置していた。逆L字型の形状をした大字である。北や中央には学校など公共施設が多く、かつては東京女子医科大学の大東キャンパスが開設されていたことでも知られている。西は高天神山など山地が広がっている。中央を下小笠川や亀惣川が北から南に向かって流れている。また、畑ヶ谷川が西から東に向かって流れ、下小笠川に合流している。
大字としての住所表記では「下土方」と記されるが、集落としては「畑ヶ谷」、「下中」、「下北」の3つに大別されている。掛川市の自治区としては畑ヶ谷と下中は下土方区に属しているのに対して、下北は下土方区ではなく土方区に属している。

### 山岳
- 高天神山

### 湖沼
- 渡辺池

### 河川
- 下小笠川
- 亀惣川
- 畑ヶ谷川

## 歴史

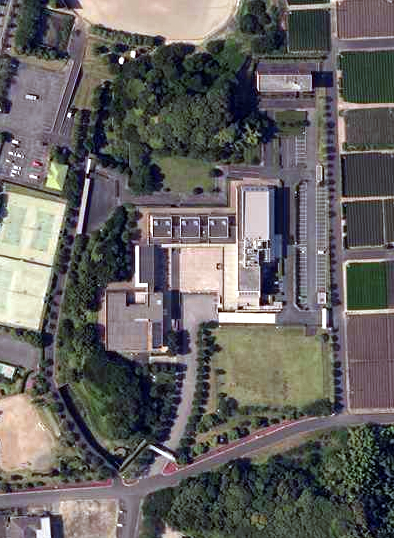
東京女子医科大学大東キャンパスの航空写真（2020年6月16日撮影）

下土方と呼ばれている地は、もともとは自然村である遠江国城東郡下土方村の一部であった。その後、下土方村から川久保村や西之谷村が分離独立した。川久保村や西之谷村が分離した後の下土方村が、のちの下土方に該当する。内山真龍の『遠江国風土記伝』によれば当時の石高は下土方村が1016石7斗1升1合であったとされている。
町村制が施行された1889年（明治22年）時点では、この地は静岡県城東郡土方村の一部となっていた。その後の度重なる市町村合併を経て、1973年（昭和48年）4月よりこの地は大東町の一部となった。1998年（平成10年）に東京女子医科大学が大東キャンパスを開設し、看護学部の1学年の学生がこの地で学ぶことになった。
のちに大東町が掛川市、大須賀町と合併することになり、2005年（平成17年）4月よりこの地は掛川市の一部となった。また、東京女子医科大学看護学部では、2019年度（令和元年度）末までは1学年の教育を大東キャンパスで行っていたが、2020年度（令和2年度）からは東京都新宿区の河田町キャンパスで行うことになった。それに伴い、大東キャンパスには2020年（令和2年）に生涯健康総合支援センターが設置された。東京女子医科大学では大東キャンパスの生涯健康総合支援センターにて医療や介護の人材育成を手掛ける計画であった。ところが、新型コロナウイルス感染症の流行により教員が確保できない事態となったことから、やむを得ず東京女子医科大学は撤退することとなった。

### 地名の由来
「下土方」と呼ばれている地は、かつては土形郷の一部であり、時代が下ると「下土方村」を形成していた。「下土方」はその名前に因んでいる。

### 沿革
- 1871年 - 城東郡が静岡県に移管。
- 1871年 - 城東郡が浜松県に移管。
- 1876年 - 城東郡が静岡県に移管。

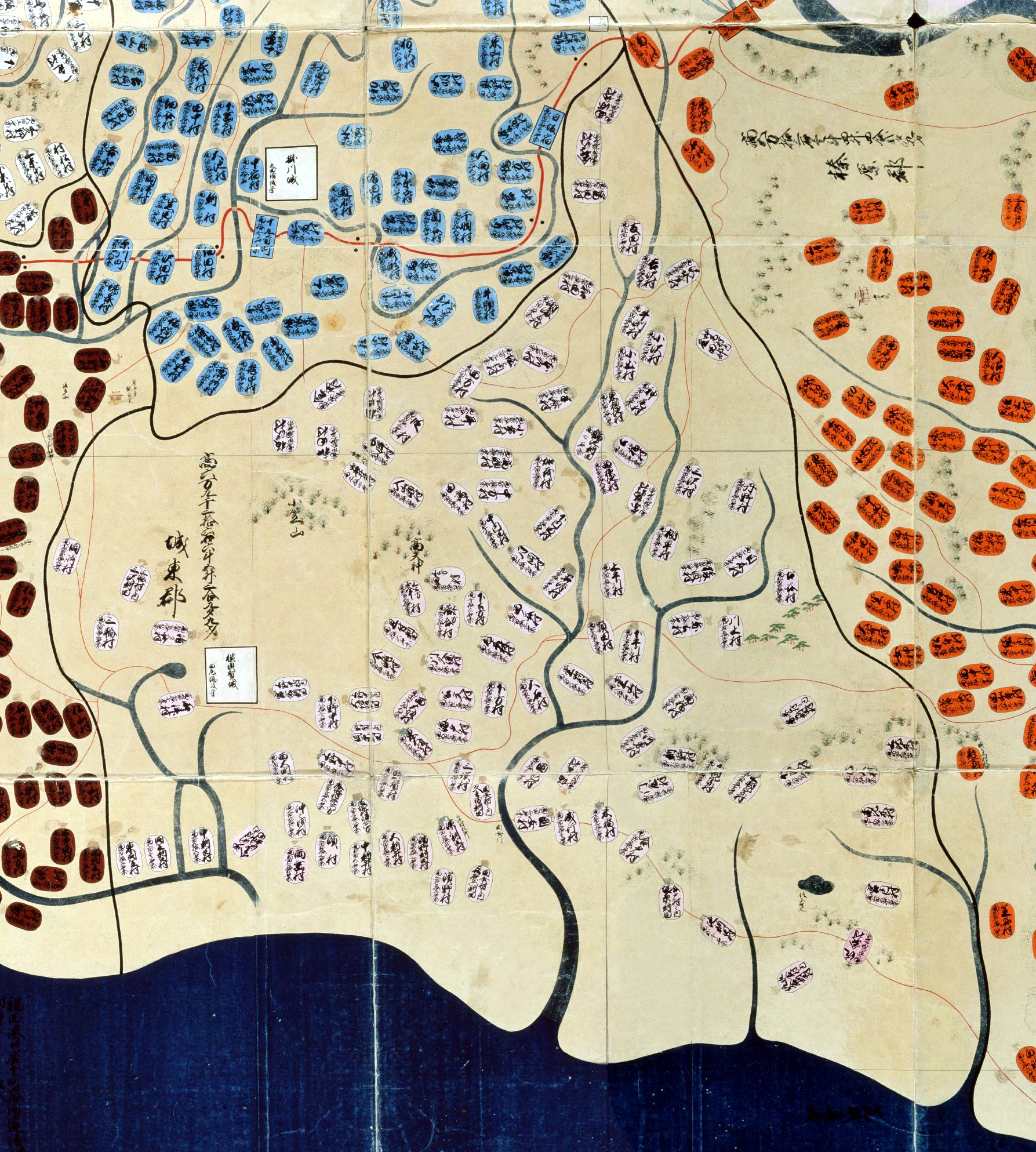
江戸時代に描かれた「遠江國」（『天保國繪圖』天保9年）。城東郡の村は薄桃色で示されており「下土方村」がみえる

- 1889年 - 静岡県城東郡下土方村、入山瀬村、今滝村、上土方村、川久保村の大部分、中村の一部が合併して土方村を設置。
- 1896年 - 静岡県佐野郡、城東郡が合併して小笠郡を設置。
- 1955年 - 静岡県小笠郡佐束村、土方村が合併して城東村を設置。
- 1973年 - 静岡県小笠郡大浜町、城東村が合併して大東町を設置。
- 1998年 - 東京女子医科大学大東キャンパス設置[10]。
- 2005年 - 静岡県掛川市、小笠郡大東町、大須賀町が合併して掛川市を設置。

## 世帯数と人口
2024年（令和6年）11月末日現在の世帯数と人口は以下の通りである。
| 大字   | 世帯数  | 人口   |
| ------ | ------- | ------ |
| 下土方 | 389世帯 | 1052人 |

## 事業所
2021年（令和3年）現在の事業所数と従業員数は以下の通りである。
| 大字   | 事業所数 | 従業員数 |
| ------ | -------- | -------- |
| 下土方 | 33事業所 | 312人    |

## 小・中学校の学区
公立小・中学校に通う場合、学区は以下の通りとなる。
| 番地 | 小学校             | 中学校             |
| ---- | ------------------ | ------------------ |
| 全域 | 掛川市立土方小学校 | 掛川市立城東中学校 |

## 交通

### バス
- しずてつ掛川大東浜岡線 - 城東中学前停留所、大東北運動場前停留所、大東北公民館前停留所、土方停留所、畑ヶ谷停留所

### 道路
- 静岡県道38号掛川大東線
- 静岡県道251号袋井小笠線

## 施設

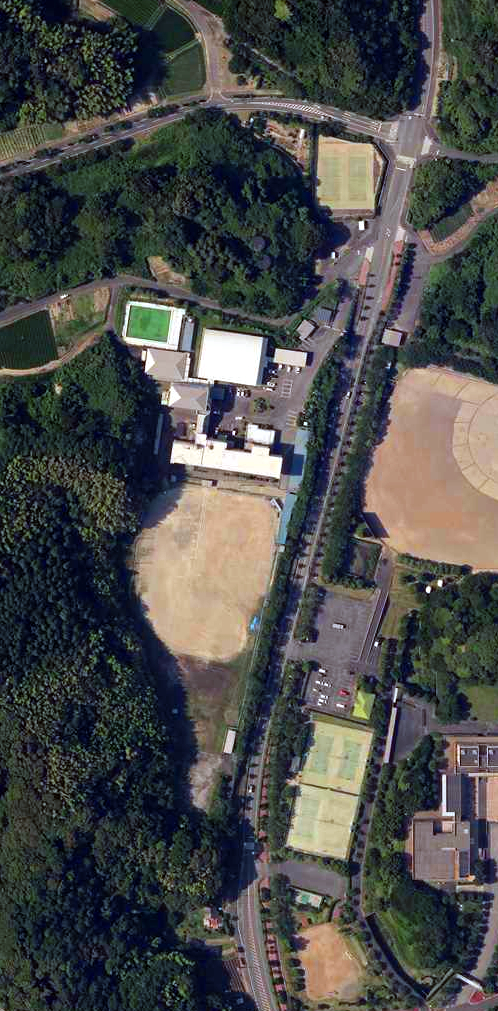
掛川市立城東中学校の航空写真（2020年6月16日撮影）

- 城東駐在所[13]
- 大東北公民館[14]
- 下北公会堂[6]
- 下中公会堂[5]
- 畑ヶ谷集会所[4]
- 掛川市立城東中学校[15]
- きとうこども園[16]
- 掛川市吉岡彌生記念館[17]
- 特別養護老人ホーム大東苑[18]
- 大東北運動場[19]
- ふるさと偉人記念公園
- 素我神社[20]
- 慶用寺[21]
- 桂林寺[22]
- 梅枝庵[23]
- 社会福祉法人大東福祉会[24]

## 史跡
- 安威砦
- 畑ヶ谷砦

## その他

### 郵便
- 郵便番号：437-1434[3]（集配局：遠江大東郵便局）

### 警察
警察の管轄区域は以下の通りである。
| 番地 | 警察署     | 交番・駐在所 |
| ---- | ---------- | ------------ |
| 全域 | 掛川警察署 | 城東駐在所   |

### 消防
消防の管轄区域は以下の通りである。
| 番地 | 消防署・分署 | 消防団分団   |
| ---- | ------------ | ------------ |
| 全域 | 南消防署     | 大東第四分団 |

## ギャラリー

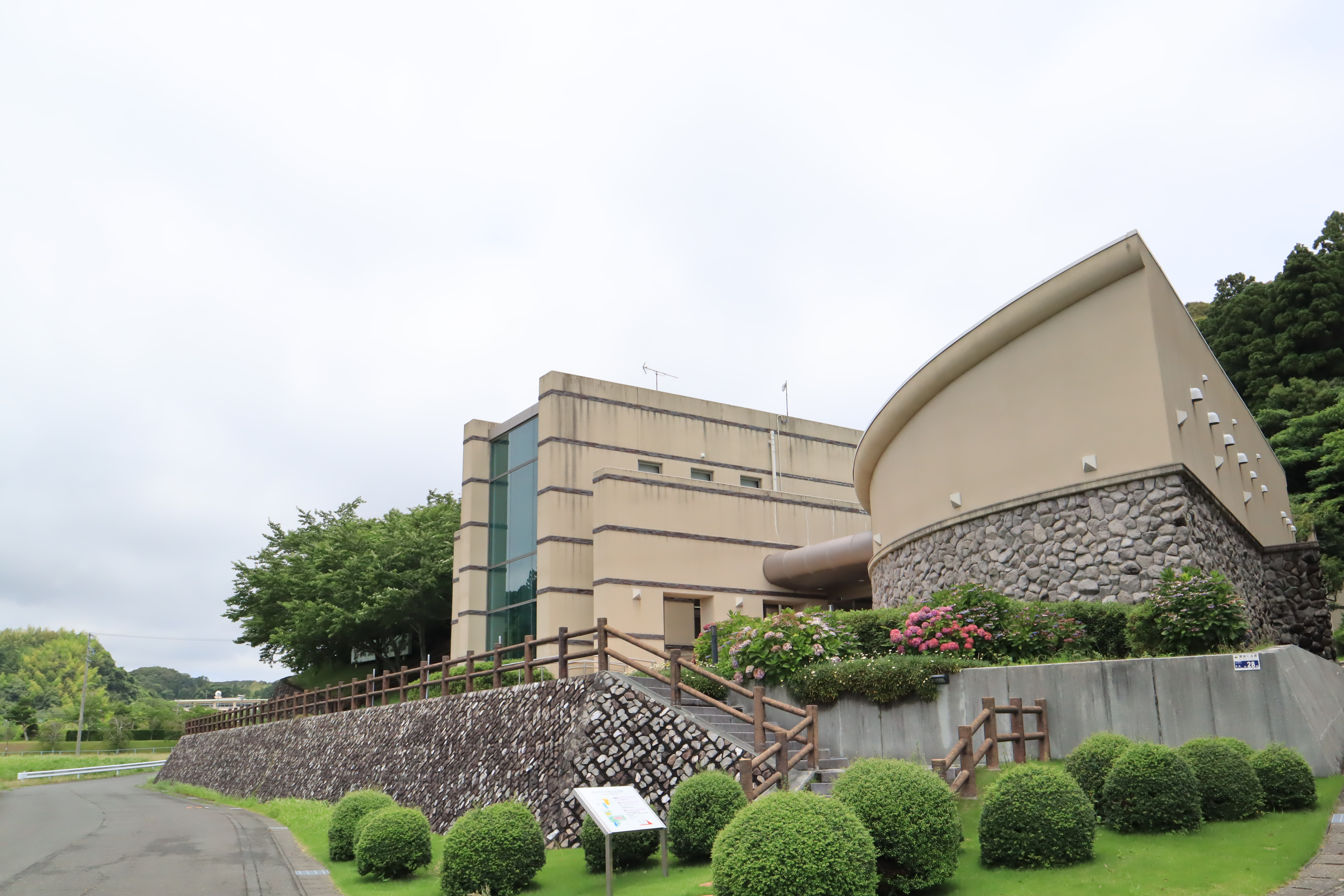
掛川市吉岡彌生記念館
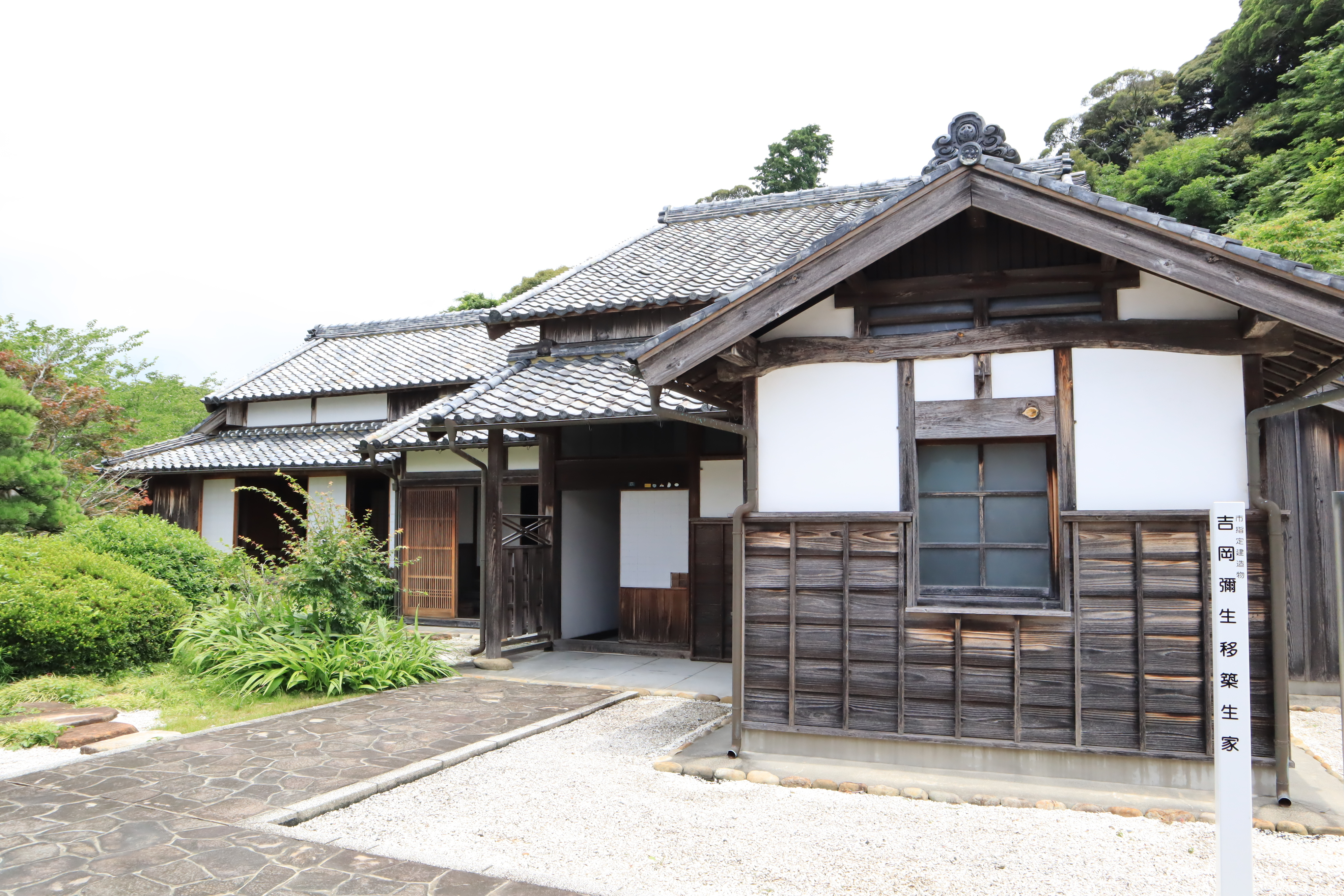
吉岡彌生移築生家

### 註釈
1. ↑  今日では「遠江国風土記伝」と表記するのが一般的であるが、1900年に発行された『逺江國風圡記傳』では「逺江國風圡記傳」との表記を用いているため、同書に関する出典表記はそれに倣った。